# Illizi (distrito)
Illizi é um distrito localizado na província de Illizi, Argélia, e cuja capital é a cidade de mesmo nome, Illizi. A população total do distrito era de 17 252 habitantes, em 2008.

## Municípios
O distrito consiste de apenas um único município: Illizi.